# گورستان پیشه‌ور
قبرستان پیشه‌ور مربوط به دوران‌های تاریخی پس از اسلام است و در شهرستان دنا، بخش مرکزی، دهستان کریک، روستای امیرآباد واقع شده و این اثر در تاریخ ۶ اسفند ۱۳۸۵ با شمارهٔ ثبت ۱۷۵۴۶ به‌عنوان یکی از آثار ملی ایران به ثبت رسیده است.